# اپسین

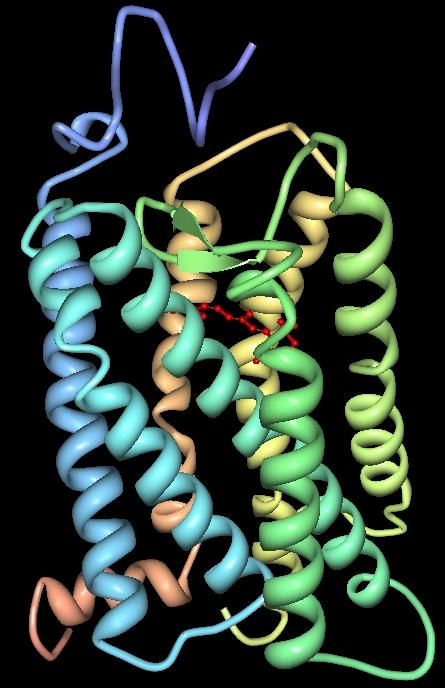
ساختار سه‌بعدی رودوپسین گاو. هفت حوزه گذرنده در رنگ‌های مختلف نشان داده شده‌اند. کروموفور با رنگ قرمز نشان داده شده‌است.

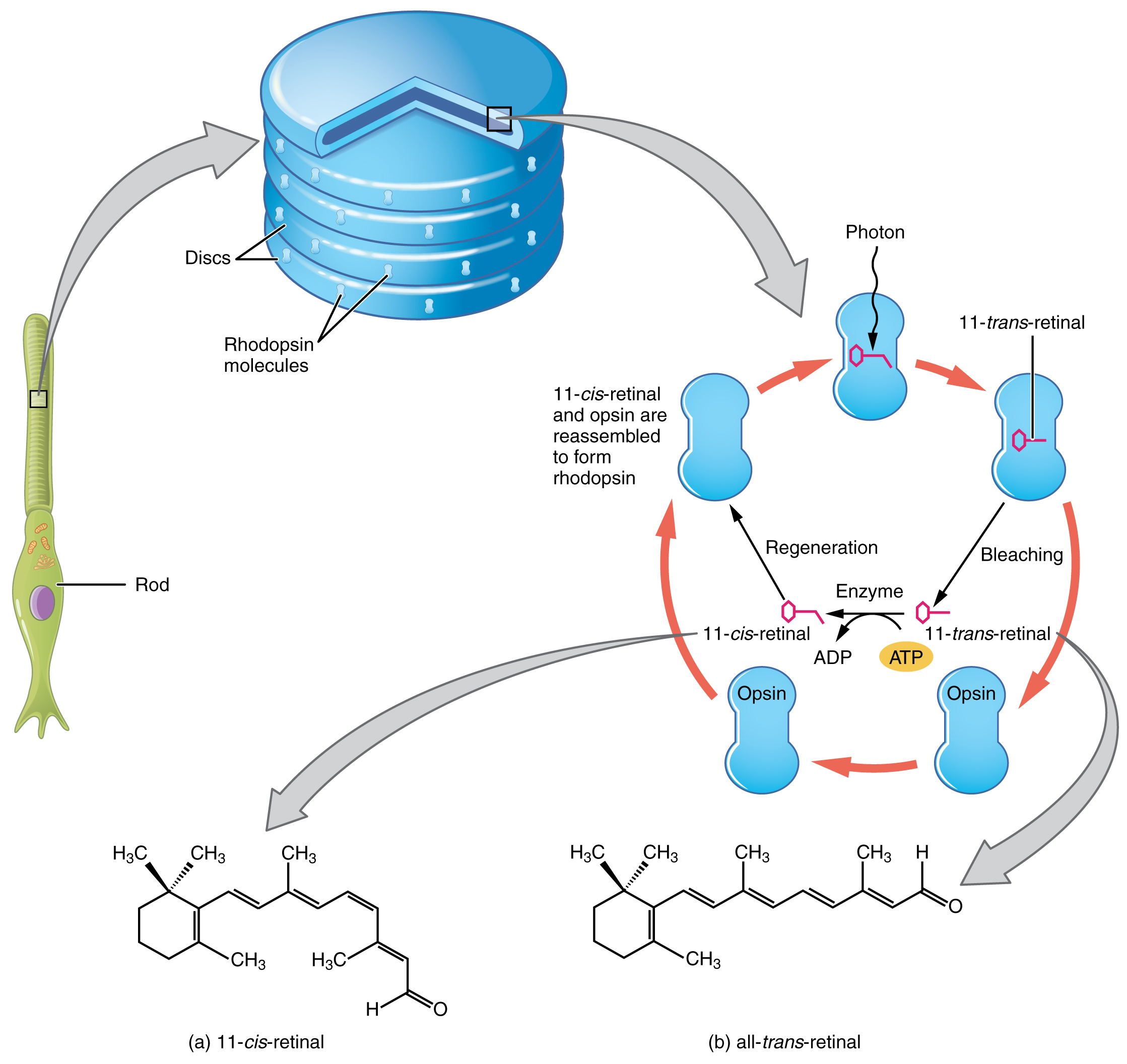
مولکول شبکیه در داخل پروتئین اپسین فوتون نور را جذب می‌کند. جذب فوتون سبب می‌شود که شبکیه از ایزومر ۱۱ سیس شبکیه به ایزومر تمام ترانس شبکیه تغییر کند. این تغییر در شکل شبکیه به پروتئین اپسین خارجی فشار می‌آورد تا یک آبشار سیگنال آغاز شود که در نهایت ممکن است سبب ارسال سیگنال‌های شیمیایی به عنوان ادراک دیداری به مغز شود. شبکیه دوباره توسط بدن بارگیری می‌شود تا سیگنال‌دهی دوباره اتفاق بیفتد.

اپسین‌های جانوری گیرنده‌های جفت‌شده با پروتئین G و گروهی از پروتئین‌ها هستند که از طریق رنگ‌بر، معمولاً شبکیه، به نور حساس می‌شوند. هنگامی که اپسین‌ها به شبکیه متصل می‌شوند، به پروتئین‌های رتینیلیدین تبدیل می‌شوند، اما معمولاً بدون در نظر گرفتن آنها همچنان اپسین نامیده می‌شوند. برجسته‌ترین آنها در سلول‌های گیرنده نور شبکیه دیده می‌شوند. پنج گروه کلاسیک از اپسین‌ها در بینایی نقش دارند و واسطه تبدیل یک فوتون نور به سیگنال الکتروشیمیایی هستند که نخستین مرحله در آبشار انتقال بصری است. اپسین دیگری که در شبکیه چشم پستانداران یافت می‌شود، ملانوپسین، در ساعت زیستی شبانه‌روزی و واکنش نوری مردمک دخیل است اما در بینایی نقش ندارد. انسان‌ها در مجموع ۹ اپسین دارند. علاوه بر بینایی و درک نور، اپسین‌ها ممکن است دما، صدا یا مواد شیمیایی را نیز حس کنند.

## ساختار و کارکرد
اپسین‌های جانوری نور را تشخیص می‌دهند و مولکول‌هایی هستند که به ما امکان دیدن را می‌دهند. اپسین‌ها گیرنده‌های جفت‌شده با پروتئین G (GPCRs) هستند، که گیرنده‌های شیمیایی هستند و دارای هفت حوزه گذرنده هستند که یک جایگاه اتصال برای لیگاند را تشکیل می‌دهند. لیگاند اپسین‌ها کروموفور ۱۱- سیس -رتینال مبتنی بر ویتامین A است، که به صورت کووالانسی از طریق شیف‌باز به یک باقی‌مانده لیزین در حوزه گذرنده هفتم متصل می‌شود. با این حال، 11- cis -retinal فقط جایگاه اتصال را مسدود می‌کند و اپسین را فعال نمی‌کند. اپسین تنها زمانی فعال می‌شود که 11- cis -retinal یک فوتون نور را جذب کند و ایزومریزه شود به همه- trans -retinal, شکل فعال گیرنده، که سبب تغییرهای همسان در اپسین می‌شود، که یک آبشار انتقال نوری را فعال می‌کند. بنابراین، یک گیرنده شیمیایی به گیرنده نور یا photo(n) تبدیل می‌شود.
در سلول‌های گیرنده نوری مهره‌داران، تمام ترانس رتینال آزاد می‌شود و با یک شبکیه ۱۱ سیس جدید ساخته‌شده از سلول‌های اپیتلیال شبکیه جایگزین می‌شود. علاوه بر ۱۱- cis -retinal (A1)، 11- cis -۳،4-didehydroretinal (A2) نیز در مهره‌داران به عنوان لیگاند مانند ماهیان آب شیرین یافت می‌شود. در مقایسه با اپسین‌های A1، اپسین‌های متصل به A2 دارای λ max و طیف جذبی هستند.

توالی‌های گروهی کروموپسین‌های مختلف: ستون اول شامل یک عدد برای هر گروه کرومپسین برای ارجاع آسان است. ستون دوم نام هر گروه را نشان می‌دهد. سوم شامل تعداد توالی در هر گروه است. و ستون چهارم حاوی آرم دنباله است، ارتفاع حروف نشان‌دهنده درصد آن اسید آمینه داده شده در آن جایگاه است. محور x جایگاه اسید آمینه مربوط به رودوپسین گاو را نشان می‌دهد. جایگاه‌های 292 ^{7.39} و 314 ^{7.64} با رنگ خاکستری مشخص شده‌اند. لیزین (K) 296 ^{7.43} با پس‌زمینه خاکستری برجسته شده‌است که در نموپسین‌ها با آرژنین (R) و در گلووپسین‌ها با اسید گلوتامیک (E) جایگزین شده‌است. موتیف NPxxY ^{7.53} با پس‌زمینه خاکستری برجسته شده‌است. در اکثر اپسین‌ها و گیرنده‌های جفت‌شده با پروتئین G حفظ می‌شود، اما در رتینوکروم‌ها، RGR-opsins و Gluopsins مشتق می‌شود.

#### اپسین‌های دیداری مهره‌داران
- روشن‌اپسین (فتوپسین)ها - کسانی که مسئول دید در روشنایی (نور روزانه) هستند که در سلول‌های مخروطی بیان می‌شوند. از این رو اپسین‌های مخروطی نیز وجود دارد. فتوپسین‌ها بر اساس حساسیت طیفی آنها، یعنی طول موجی که در آن بیشترین جذب نور مشاهده می‌شود (λmax) تقسیم‌بندی می‌شوند.
- تاریک‌اپسین (Scotopsins) - کسانی که مسئول دید تاریکی (نور کم) هستند که در سلول‌های میله‌ای بیان می‌شوند. از این رو نیز میله opsins نامیده می‌شوند.[۲۲] رایج‌ترین شکل تاریک‌اپسین، رودوپسین است که معمولاً Rh1 نشان داده می‌شود.[۲۳]

| نام                   | Abbr. | سلول  | max λ (nm) | رنگ            | نوع انسانی                              |
| --------------------- | ----- | ----- | ---------- | -------------- | --------------------------------------- |
| حساس به امواج بلند    | LWS   | مخروط | ۵۰۰–۵۷۰    | سبز، زرد، قرمز | OPN1LW "قرمز" / OPN1MW "سبز"            |
| حساس به امواج کوتاه ۱ | SWS1  | مخروط | ۳۵۵–۴۴۵    | فرابنفش، بنفش  | OPN1SW "آبی" (منقرض‌شده در تک‌سوراخ‌سانان) |
| حساس به امواج کوتاه ۲ | SWS2  | مخروط | ۴۰۰–۴۷۰    | بنفش، آبی      | (منقرض‌شده در پستانداران تریان)          |
| شبیه رودوپسین ۲       | Rh2   | مخروط | ۴۸۰–۵۳۰    | سبز            | (منقرض‌شده در پستانداران)                |
| ردوپسین مانند ۱       | Rh1   | راد   | ~ ۵۰۰      | سبز آبی        | RHO، رودوپسین انسانی                    |